# Xã Gregory, Quận Mahnomen, Minnesota
Xã Gregory (tiếng Anh: Gregory Township) là một xã thuộc quận Mahnomen, tiểu bang Minnesota, Hoa Kỳ. Năm 2010, dân số của xã này là 74 người.